# 防災の日スペシャル
『防災の日スペシャル』（ぼうさいのひスペシャル）は、文化放送の制作により、NRN系列局を中心に全国38局ネットで防災の日である毎年9月1日に放送されていた、JA共済の単独提供による防災特別番組である。

## 概要
防災の日に当たる毎年9月1日に、過去の災害、ならびに本番組が放送される年内に起きた災害を教訓に、今後の災害対策などの情報を紹介していた。
放送時間は、平日の場合は11:00 - 12:00、土・日曜の場合は9:00 - 10:00。
出演者は、文化放送アナウンサーをはじめ、防災に関するゲスト（主に防災研究センター長や大学教授）やタレントなど。
また、制作局以外でも本番組をネットする系列局が「防災の日スペシャル」というタイトルで自社制作番組としてローカルで放送する局もある。
2018年を最後に放送終了。2019年は制作局では防災特番は放送されず、同年以降は制作局以外では当日もしくはその週に自社制作で放送することにとどまっている。2020年は本番組に代わり、制作局では毎週日曜早朝に放送の『防災アワー』をベースとした『防災アワースぺシャル〜令和の防災術』（12:00 - 13:00）を関東ローカルで放送し、2021年以降も異なる体制で防災特番を制作し放送している。
2023年9月1日は『防災の日スペシャル 防災のいまを知り、これからを考える』として5年ぶりに関東ローカルで放送された。なお、それまで単独提供だったJA共済は番組提供を行なっていない。

## ネット局
基本的には同時ネットで放送されていたが、年によっては自社制作番組等の編成の都合から時差ネットとする局もあった（後者の場合、当日の自社制作番組は休止か短縮、あるいは放送時間を変更することで対応した）。
2018年の放送終了時点でのネット局は以下の通り。
- 文化放送（制作局）
- STVラジオ
- 青森放送
- IBC岩手放送
- 秋田放送
- 東北放送
- 山形放送
- ラジオ福島
- 茨城放送
- 栃木放送
- 新潟放送
- 信越放送
- 山梨放送
- 北日本放送
- 北陸放送
- 福井放送
- 静岡放送
- 東海ラジオ
- 岐阜放送
- 和歌山放送
- KBS京都
- ラジオ大阪
- ラジオ関西
- 山陰放送
- 山陽放送
- 中国放送
- 山口放送
- 西日本放送
- 四国放送
- 南海放送
- 高知放送
- 九州朝日放送
- 長崎放送
- 大分放送
- 熊本放送
- 宮崎放送
- 南日本放送
- ラジオ沖縄